# 泰井武
泰井 武（やすい たけし、1901年 - 1997年）は、日本の建築家。泰井の作品については実績で詳らかなものは少ないが、広く知られているものに駿府城跡に立地する静岡県庁舎本館（1937、登録文化財）が挙げられている。1934年（昭和9年）の静岡県庁舎懸賞設計競技に当選したものであるが、実施設計は静岡県営繕課の中村與資平・大村巳代治らによっておこなわれた。

## 経歴
名古屋高等工業学校の出身で、卒業後は東京市臨時建築局学校建設課に勤務。大正15年（1926）開催の神奈川県庁舎懸賞設計に応募し、三等二席に入選。1927年（昭和２年には西村好時が所属する第一銀行に勤め、西村の独立とともに西村設計事務所に移った。
1935年開催の朝鮮総督府始政25周年記念博物館の競技設計では佳作。
昭和19年（1944年）に西村の元を離れ、昭和46年（1971）まで鹿島建設に勤めた。鹿島時代は工事管理部門を担当。鹿島退職後は片山建築事務所に移り、そこでも工事管理部門を担当。